# Jean-Marie Huon de Kermadec
Pour les articles homonymes, voir Huon de Kermadec.
Jean-Marie Huon de Kermadec (Brest, 15 août 1747 - Bohars, manoir du Tromeur, 31 mai 1796), est un navigateur français.

## Biographie
Frère de Jean-Michel Huon de Kermadec et neveu de François-Pierre, il entre aux gardes-marine en janvier 1766 et fait campagne sur l'Union au Maroc (1767). 
En 1768, il passe sur la frégate Terpsichore avec laquelle il fait naufrage (3 février 1769). Il sert alors de nouveau sur l' Union dans l'océan Indien (1770) et à l'Île-de-France et est promu enseigne de vaisseau en octobre 1773. 
Sur l'Étourdie en 1775, il croise aux Antilles au commencement de la guerre d'Amérique et se fait remarquer durant la prise de la Dominique par le marquis de Bouillé (1778). 
Lieutenant de vaisseau (mars 1779) sur le Glorieux, il passe sur le Bien-Aimé dans l'escadre de Cadix (1780-1781) puis sur l' Annibal dans l'escadre sous le commandement de Suffren envoyée aux Indes. En février 1782, il est transféré sur la Pourvoyeuse et devient commandant, dans la même formation, de la Subtile avec laquelle il participe aux combats de Trinquemalay (3 septembre 1782) puis de Gondelour (20 juin 1783). 
Il revient en France en 1784 et fait campagne sur le Téméraire à Saint-Domingue. Nommé major de vaisseau (mai 1786) puis capitaine de vaisseau (janvier 1792), il n'émigre pas au moment des événements révolutionnaires, est arrêté et destitué comme noble et meurt le 31 mai 1796.